# Уніят Віктор Богданович
Віктор Богданович Уніят (псевдоніми — Віктор Кулик, Віктор Карпович; нар. 23 липня 1977, с. Дубівці, Україна) — український історик, краєзнавець, журналіст, редактор. Почесний краєзнавець України (2008).

## Життєпис

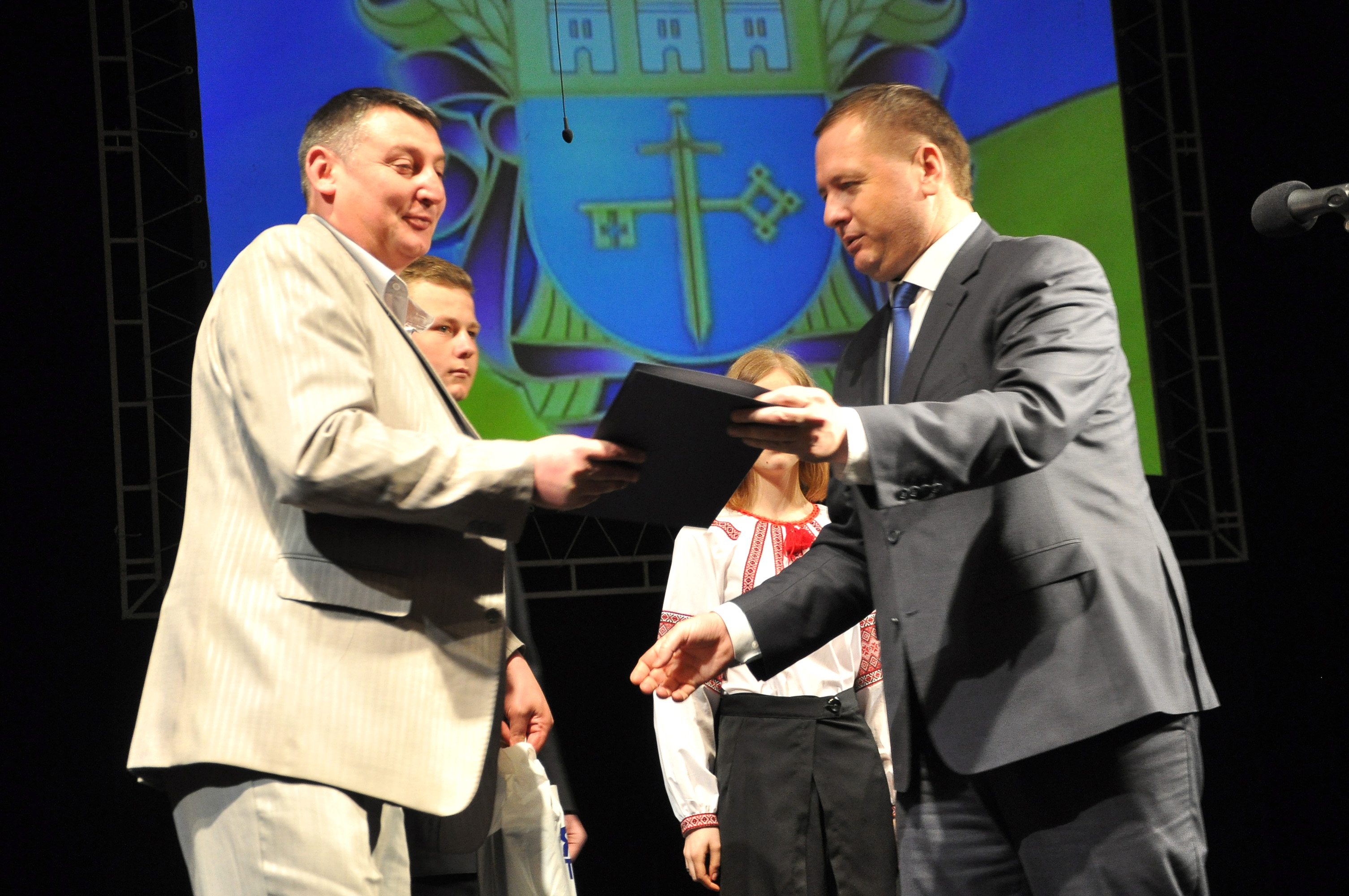
Голова Тернопільської обласної ради Василь Хомінець вручає грамоту керівнику редакційно-видавничої групи Вікторові Уніяту під час презентації «Тернопільщина. Історія міст і сіл»

Віктор Уніят народився 23 липня 1977 року в селі Дубівцях, нині Байковецької громади Тернопільського району Тернопільської области України.
Закінчив Тернопільське ПТУ № 1 (1995), історичний факультет Тернопільського державного педагогічного університету (2000), курси менеджменту і управління трудовими ресурсами «Коледжу МакЮена» (1999, Канада). Працював викладачем історії, політології та філософії Тернопільського ВПУ № 1  (2000—2003), науковим редактором «Тернопільського енциклопедичного словника» (2003—2010); від 2009 — здобувач катедри нової і новітньої історії Тернопільського національного педагогічного університету імені В. Гнатюка; від 2010 — заступник директора комунального підприємства «Тернопільський обласний інформаційно-туристичний краєзнавчий центр»; член редакційної колегії та керівник редакційно-видавничої групи енциклопедичного видання «Тернопільщина. Історія міст і сіл».
Від вересня 2016 року — головний редактор газети «Свобода плюс Тернопільщина».

### Політична діяльність

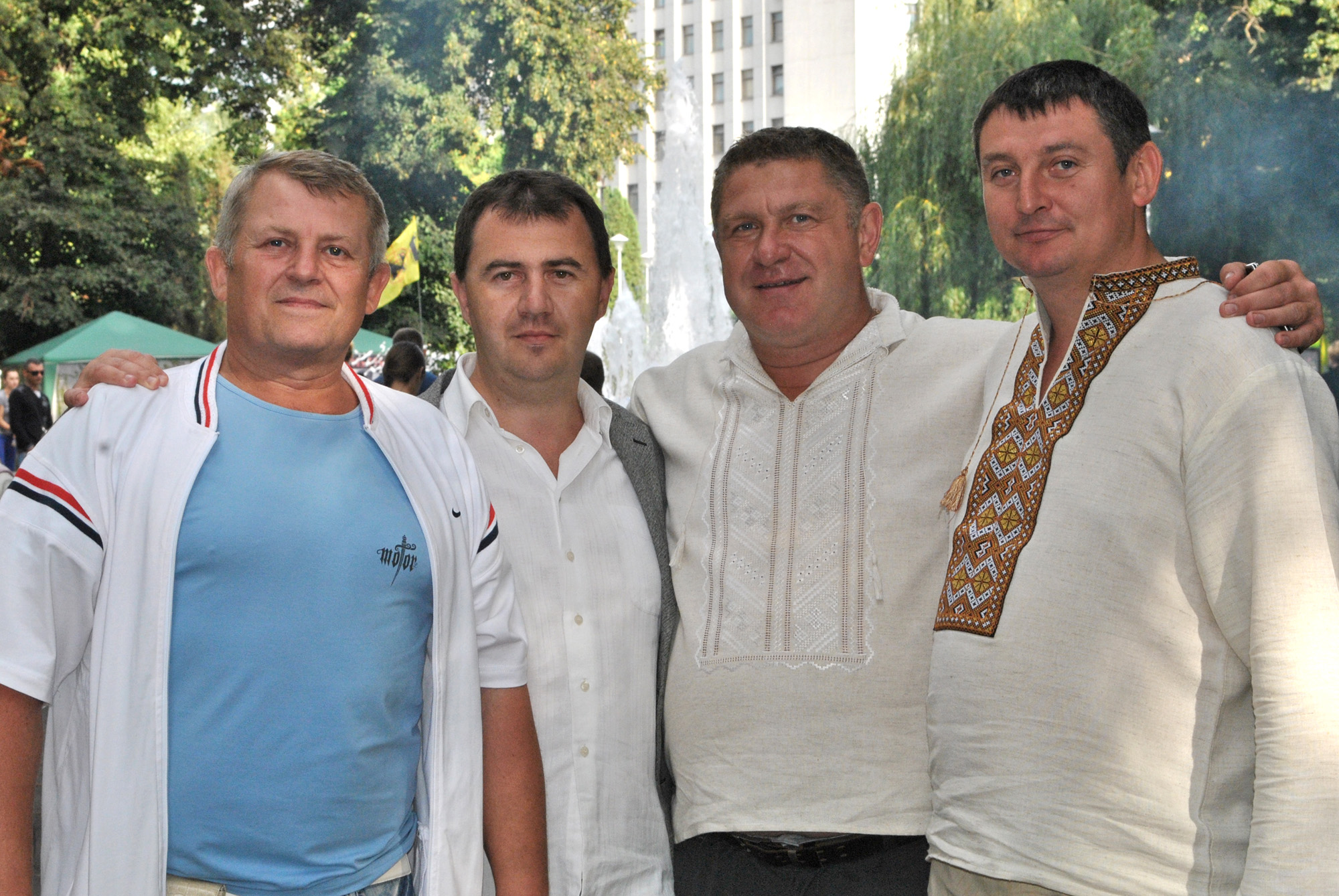
Тернопільські громадсько-політичні діячі: крайній справа — Віктор Уніят

На виборах до Верховної Ради 2002 року був № 23 у списку політичної партії «Нова ґенерація України».

### Громадсько-культурна діяльність
Голова обласної організації Асоціації краєзнавців-енциклопедистів Тернопільщини (від 2011), голова первинного осередку Тернопільської обласної організації Національної спілки журналістів України у видавництві «Збруч» (від 2006), заступник голови Тернопільської обласної організації Національної спілки краєзнавців України, член правління Геральдичної спілки Тернопільської області (2009), «Меморіалу», «Спілки релігієзнавців», Асоціації нобелівських студій та інших організацій. Член редколегії видань «Історія населених пунктів Тернопільського району», «Адвокатура Тернопільщини».

## Доробок
Автор і співавтор понад 2000 статей у 4-х томах видання «Тернопільський енциклопедичний словник», статей з краєзнавчої тематики в наукових збірниках, періодиці.
Книги:
- «Літературно-мистецька і наукова Тернопільщина: Словник біографій визначних людей Тернопільського району» (2002, опублікована в газеті «Подільське Слово»),
- «Нації незгасний смолоскип» (2008, про С. Бандеру та його перебування на Тернопільщині; 2-е видання 2010),
- «Симон Петлюра і Тернопільщина» (2009),
- «Великий українець із Тернопілля. Ярослав Стецько: життєвий шлях Провідника ОУН» (2010),
- «Сподвижники поля духовного» (про Б. і Л. Лепких та лауреатів Всеукраїнської премії Братів Лепких) (2010),
- «Євреї на Тернопільщині» (2010),
- «Никифор Гірняк. Життєвий шлях Отамана» (2010),
- «Вірна дочка України». Слава Стецько: життєпис боротьби (2010),
- «Іван Франко і Тернопільщина» (2011),
- «Богданові Головину — 80!» (2011, упорядник),
- «Нації незгасний смолоскип» (2008, перевидано 2010, співавтор),
- «Симон Петлюра і Тернопільщина» (2009, співавтор),
- «Великий українець із Тернопілля. Ярослав Стецько: Життєвий шлях Провідника ОУН» (2010, співавтор),
- «Журавлина книга». Частина третя (2012),
- «Сподвижники поля духовного» (2014, 2-е видання),
- «Історичні силуети. „Тернові долі“ Олега Цетнарського» (2015),
- «Фіґури Тернопілля» (2016),
- «Віра і воля» (2017, співавтор).

## Нагороди
- орден святих Кирила і Мефодія (2010),
- відзнака Тернопільської міської ради 3-го ступеня (2011),
- грамота Федерації польських організацій в Україні за наукові досягнення і внесок у порозуміння між народами України і Польщі(2011),
- орден князя Костянтина Острозького (2014) — за краєзнавчі дослідження,[5]
- всеукраїнська літературно-мистецька премія імені Братів Богдана та Левка Лепких (2010),
- тернопільська обласна премія імені Ярослава Стецька (2011),
- відзнака Тернопільської міської ради III ступеня (2011),
- міжнародна премія імені Воляників-Швабінських при Фундації Українського вільного університету (УВУ) у Нью-Йорку за 2009 р. (2011),
- подяка ОУН та Світового Ювілейного комітету з відзначення року С. Бандери (2010),
- премія імені Дмитра Яворницького (2015),
- золоте перо Тернопілля (2020),
- тернопільська обласна премія імені Петра Медведика (2015) — за видання енциклопедичного тритомника «Тернопільщина. Історія міст і сіл»[6],
- орден Архистратига Михаїла (2021)[7],
- відзнака Академії соціального управління та Фонду реєстрації неординарних ідей та проєктів «За заслуги в розвитку освіти, науки та економіки» (2025)[8].